# Kaspars Znotiņš
Kaspars Znotiņš (* 7. října 1975 Jelgava) je lotyšský divadelní a filmový herec.
Jeho herecká kariéra začala v Novém divadle v Rize, dále účinkoval v Lotyšském národním divadle a Divadlu Dailes. Kromě divadla se od roku 1997 věnuje také filmu. Mezi jeho nejznámější role patří role Dainise Geidmanise v komedii Návrat seržanta Lapiňše z roku 2010. Ve stejném roce také získal za svou roli ve hře Ziedonis un visums cenu Lotyšského svazu divadelních pracovníků.